# Tachyphonus phoenicius
La tangara de galones  (Tachyphonus phoenicius), también denominada frutero hombros rojos (en Venezuela), tangara de hombro rojo (en Perú), parlotero de charreteras o parlotero hombrirrojo (en Colombia), es una especie de ave paseriforme de la familia Thraupidae perteneciente al género Tachyphonus. Es nativa del norte y centro norte de América del Sur.

## Distribución y hábitat
Se distribuye de forma discontinua; desde el este de Colombia, por el sur de Venezuela, Guyana, Surinam, Guayana Francesa y extremo norte de Brasil; en la cuenca amazónica centro oriental, al sur del río Amazonas y este del río Madeira en Brasil (al sur hasta Mato Grosso) y extremo norte de Bolivia; y en el norte de Perú.
Esta especie es considerada bastante común, pero local, en sus hábitats naturales: las sabanas y bosques en galería, principalmente por debajo de los 400 m de altitud, pero llegando hasta los 1900 m en los tepuyes venezolanos.

## Sistemática

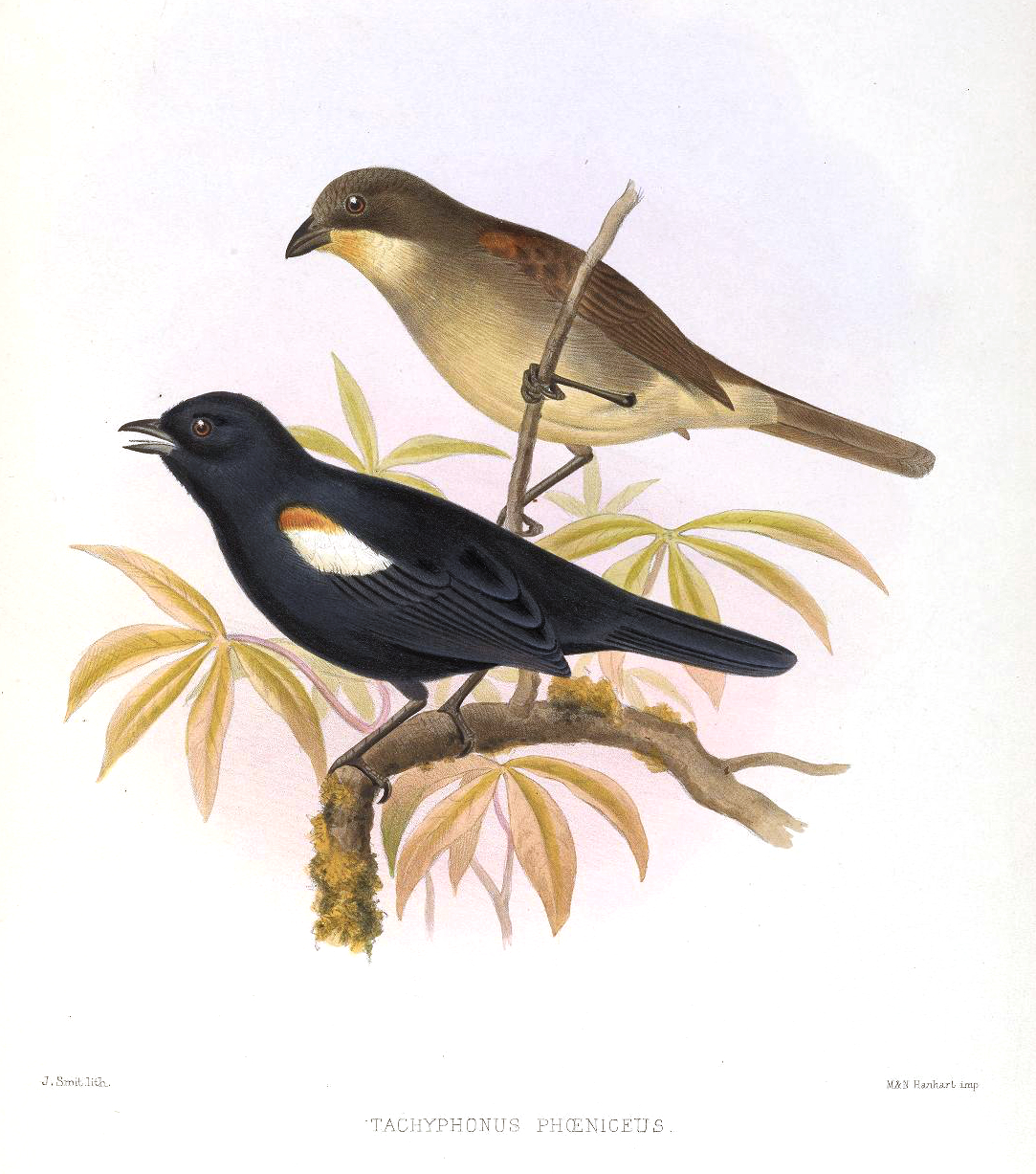
Tachyphonus phoenicius (arriba:hembra, abajo:macho), ilustración de Joseph Smit en Exotic ornithology: containing figures and descriptions of new or rare species of American birds, 1869.

### Descripción original
La especie T. phoenicius fue descrita por primera vez por el ornitólogo británico William Swainson en 1838 bajo el mismo nombre científico; su localidad tipo es: «Fernando Pó, en la costa africana; error = posiblemente este de Perú».

### Etimología
El nombre genérico masculino «Tachyphonus» deriva de la palabra griega «takhuphōnos», que significa ‘que habla rápido’, ‘parlachín’; y el nombre de la especie «phoenicius», deriva del griego «phoinikeos» que significa ‘púrpura’, ‘rojo oscuro’.

### Taxonomía
Es monotípica. Los amplios estudios filogenéticos recientes de Burns et al. (2014) demuestran que esta especie es hermana del par formado por Tachyphonus coronatus y Tachyphonus rufus.